# Теория колебаний
Тео́рия колеба́ний — раздел математики, в котором рассматриваются всевозможные колебания, абстрагируясь от их физической природы. Для этого используется аппарат дифференциальных уравнений.

## Гармонические колебания
Гармонические колебания — это такие колебания, при которых колеблющаяся величина (например, отклонения маятника) изменяется со временем по закону синуса или косинуса:
{\displaystyle x(t)=A\cos(\omega t+\varphi )}

### Гармонические колебания с затуханием
Гармонические колебания с затуханием — это такие колебания, при которых колеблющаяся величина (например, отклонения маятника) изменяется со временем, как произведение синуса (косинуса) на убывающую экспоненту.
{\displaystyle x(t)=Ae^{-kt}\cos(\omega t+\varphi )}

## Параметрические колебания
Параметрические колебания происходят когда один из параметров системы (коэффициент дифференциального уравнения колебаний) изменяется периодически. Пример — качели (маятник) с изменяемой длиной.

## Негармонические колебания
Как установил в 1822 году Фурье, любое периодическое колебание может быть представлено как сумма гармонических колебаний путём разложения соответствующей функции в ряд Фурье. Среди слагаемых этой суммы существует гармоническое колебание с наименьшей частотой, которая называется основной частотой, а само это колебание — первой гармоникой или основным тоном, частоты же всех остальных слагаемых, гармонических колебаний, кратны основной частоте, и эти колебания называются высшими гармониками или обертонами — первым, вторым и т. д.